# Ozzie Albies
Ozhaino Jurdy Jiandro "Ozzie" Albies (Willemstad, 7 de enero de 1997) es un segunda base curazoleño de béisbol profesional que juega para los Atlanta Braves de las Grandes Ligas.

## Vida personal
Nació el 7 de enero de 1997 en la ciudad de Willemstad capital de Curazao, su padre falleció tempranamente a los 40 años debido a un ataque cardíaco, Ozzie tiene dos hermanos Zhhihir y Jeanalyn.

## Carrera

### Ligas Menores
Albies fue descubierto por el caza talentos, Dargello Lodowica, en junio de 2013., fecha en la cual fue firmado por la franquicia de Atlanta de las Grandes Ligas de Béisbol.
Luego de firmado es enviado al equipo filial de Gulf Coast League Braves, donde debido a su rendimiento es codisederado uno de los mejores prospectos en la franquicia de los Bravos de Atlanta.

### Atlanta Braves
El año 2017, participa del entrenamiento de primavera del equipo principal, realizando su debut el 1 de agosto frente a Los Angeles Dodgers.
En 2019 acuerda un contrato por 7 años con la franquicia de los Bravos por un monto de 35 millones de dólares, con opción de renovar por dos años más.
En 2019, bateó (.295 / .352 / .500) con 102 carreras, 24 jonrones y 86 carreras impulsadas. Durante su carrera ha participado en el Juego de Estrellas 2018, 2019 y en 2021, ganó el premio bate de plata de la liga Nacional (National League Silver Slugger Award) para un segunda base.
En la temporada acortada por la pandemia de COVID-19 de 2020, bateó (.271 / .306 / .466) con seis jonrones y 19 carreras impulsadas. El 3 de junio de 2021, Albies registró el hit número 500 de su carrera, un doble productor ante el relevista de los Nacionales de Washington Sam Clay. Albies fue seleccionado como reserva para el Juego de Estrellas de 2021.